# Charles Crupelandt
Charles Crupelandt   (Roubaix, 23 d'octubre de 1886 - Roubaix, 18 de febrer de 1955) fou un ciclista francès, que fou professional entre 1904 i 1914. En el seu palmarès destaquen quatre etapes al Tour de França, dues edicions de la París-Roubaix, el 1912 i 1914, i el Campionat de França en ruta de 1914. A la París-Roubaix fou el primer i únic fill de Roubaix en guanyar la cursa.
Mobilitzat durant la Primera Guerra Mundial, va ser condecorat amb la Creu de Guerra el 1915 i va ser ferit dues vegades. El 1918 va ser detingut per robar bateries de cotxe a Chatou. Després va ser condemnat a dos anys de presó. Volent reprendre la competició l'any 1921, la Union Vélocipédique de France ho impedí adduint aquesta condemna. Això el va dur a dirigir una federació dissident, la Société des cours. L'any 1923, sense estar inscrit oficialment, Crupelandt es va incorporar al gran grup de la París-Roubaix i va acabar la cursa entre els millors.

## Palmarès
- 1907
  - 1r a les 24h d'Anvers
  - 1r a les 8h d'Andrimon
  - 2n a la París-Brussel·les
- 1910
  - Vencedor d'una etapa al Tour de França
- 1911
  - 1r a la París-Menin
  - Vencedor de 2 etapes al Tour de França
  - 3r a la París-Brussel·les
- 1912
  - 1r a la París-Roubaix
  - Vencedor d'una etapa al Tour de França
  - 2n al G.P.de Saxe
- 1913
  - 1r a la París-Tours
  - 3r a la París-Brussel·les
  - 3r a la París-Roubaix
- 1914
  -  Campió de França en ruta
  - 1r a la París-Roubaix
  - 1r a les 24h d'Anvers
  - 3r a la Milà-Sanremo

## Resultats al Tour de França
- 1906. Abandona (2a etapa)
- 1907. Abandona (3a etapa)
- 1910. 6è de la classificació general i vencedor d'una etapa
- 1911. 4t de la classificació general i vencedor de dues etapes
- 1912. Abandona (10a etapa) i vencedor d'una etapa
- 1913. Abandona (3a etapa)
- 1914. Abandona (4a etapa)